# Copa do Mundo de Esqui Alpino de 2001
A Copa do Mundo de Esqui Alpino de 2001 foi a 35º edição da Copa do Mundo, ela foi iniciada em outubro de 2000 na Áustria e finalizada em março de 2001 na Suécia.
O austríaco Hermann Maier venceu no masculino, enquanto no feminino a croata Janica Kostelić foi a campeã geral.